# 1004 Belopolskya
Belopolskya è un asteroide della fascia principale del diametro medio di circa 71,60 km. Scoperto nel 1923, presenta un'orbita caratterizzata da un semiasse maggiore pari a 3,4042544 UA e da un'eccentricità di 0,0827429, inclinata di 2,97777° rispetto all'eclittica.
Stanti i suoi parametri orbitali, è considerato un membro della famiglia Cibele di asteroidi.
Il suo nome è in onore dell'astronomo russo Aristarch Belopol'skij.